# Французский язык в Магрибе
Французский язык распространялся в государствах Магриба — Алжире, Мавритании, Марокко и Тунисе в период французского колониального господства XIX—XX веков. В настоящее время большинство населения в странах Магриба говорит либо на арабском, либо на одном из берберских языков, при этом стандартный арабский является официальным языком всех государств Магриба. Французский язык в этих странах не имеет официального статуса, но широко используется в правительственных кругах, культуре, СМИ (газеты) и образовании, в связи с чем может рассматриваться как де-факто соофициальный язык, а жители стран Магриба принадлежат одновременно к двум культурам: арабо-мусульманской и французской.
хотя многие университетские курсы по-прежнему преподаются на французском языке. Французский также широко используется в средствах массовой информации и бизнесе.

## Алжир
Алжир был частью французской колониальной империи на протяжении более 130 лет (1830—1962). Среди населения Алжира было более миллиона франкоязычных франкоалжирцев, которые после обретения Алжиром независимости в 1962 году были изгнаны во Францию.
С момента обретения независимости страны в 1962 году, правительство Алжира взяло курс на арабизацию страны. Так, правительственный декрет 1968 года обязывал всех высших чиновников Алжира осваивать арабский язык, в 1976 году была опубликована «Национальная хартия», провозглашавшая всеобщий переход к использованию арабского языка во всех сферах общественной и политической жизни. В новой редакции «Национальной хартии» 1986 года ориентация на арабизацию страны была подтверждена, а арабский язык был признан единственным средством национального сплочения алжирского народа. В 1991 году последовало дальнейшее ужесточение языковой политики — был введен запрет на употребление любого иностранного языка во всех сферах государственного управления, а также на производственных предприятиях и в общественных организациях. В 1996 году перед страной была поставлена задача: завершить процесс арабизации к 1998 году. В то же время после политических дебатов в конце 1990-х о том, чтобы заменить французский язык английским в системе образования, правительство решило сохранить французский. Английский язык в Алжире преподаётся в первом классе средней школы. Несмотря на большое количество франкоязычных, Алжир является единственной страной Магриба, не присоединившейся к организации Франкофония.
Политика арабизации привела к образованию в алжирском обществе двух противоположных лагерей: сторонников арабизации и сторонников францизации (офранцуживания) Алжира. Сторонники арабизации выступают за распространение арабского языка абсолютно во всех сферах общественной жизни, их противники ратуют за умеренный и рациональный подход в использовании родных и иностранных языков. Начиная с 1980-х годов, раскол между сторонниками арабизации и францизации значительно углубился и существовавшая до того комплементарность арабо- и франкоязычной элит алжирского общества превратилась в их соперничество. Президент Алжира Абдель Азиз Бутефлика, находившийся у власти в 1999—2019 годах, занимает достаточно умеренную позицию в отношении арабизации и отдает должное всем языкам, существующим в стране, включая французский.
Согласно правительственным постановлениям, языкам Алжира предписываются следующие процентные квоты использования в административных процедурах (в официальных документах общенационального и местного уровней, судопроизводстве и религиозной сфере), а также в сфере образования (в начальной, средней и высшей школе), в СМИ (в прессе, на радио, телевидении, в кино, в издательской деятельности), в частном бизнесе и в профессиональной деятельности:
- литературный арабский язык — 52,1 %
- алжирский диалект арабского языка — 7,24 %
- тамазигхтские языки — 2,34 %
- французский язык — 32,47 %
- английский язык — 5,84 %[3].

В то же время, в реальной языковой практике страны картина наблюдается совершенно иная:
- литературный арабский язык — 21,9 %
- алжирский диалект арабского языка — 50,4 %
- тамазигхтские языки — 9,4 %
- французский язык — 16,1 %
- английский язык — 2,2 %[3].

Таким образом, литературный арабский язык в Алжире имеет явно завышенный статус по сравнению с его реальным использованием в национальной языковой практике. Что касается французского языка, которому официально предписывается значительно меньшая роль, уровень его реального использования приближается к фактическому уровню использования литературного арабского языка.

## Марокко
В Марокко французский язык служит как лингва франка. Как отмечал марокканский король Хасан II, «Марокко — это дерево, которое глубоко укоренилось в африканской почве, но дышит овевающими его листву ветрами Европы… Это — нация синтеза, звено связи между Востоком и Западом».
Данные по количеству франкоязычных в Марокко разнятся. Согласно данным организации Франкофония, 33 % марокканцев говорят по-французски, среди них 13,5 % полностью франкоязычные. По данным переписи населения 2004 года, почти 69 % алфавитизованных людей могут писать и читать на французском языке.

## Тунис
Французский язык является вторым по распространенности в Тунисе, что вынудило в своё время первого президента независимого Туниса Хабиба Бургибу принять закон о защите арабского языка. Этот закон предписал сделать обязательным изучение арабского в школах. В настоящее время тунисские школьники изучают французский язык в обязательном порядке с начальных классов. Образованные люди в Тунисе во время разговора между собой нередко переходят с арабского на французский и обратно, не придавая особого значения такой произвольной замене языка.
Тунис с 1970 года входит в организацию Франкофония. Согласно правительственным оценкам, представленным для Франкофонии, число носителей французского языка в Тунисе составляет 6,360 млн человек, или 63,6 % населения страны.

## Мавритания
Мавритания — член Франкофонии с 1980 года. Значительная часть населения говорит по-французски. На арабском и французском языках выходят: ежедневная правительственная газета «Аш-Шааб» (Al-Chaab — «Народ»), еженедельная независимая газета «Нуакшот-инфо» (Nouakchott-Info — «Нуакшот-инфо»), 6 раз в год газета «Народ» (фр. Le Peuple). Кроме того, на французском языке выходит раз в две недели правительственный вестник «Журналь офисьель» (фр. Journal Officiel). Трансляция радиопередач осуществляется на арабском, французском языке и местных языках волоф, сараколе и тукулер.